# Ли, Джи
Джи Ли (англ. Ji Byul Lee) — некогда дизайнер и креативный директор в Google Creative Lab, известный своими иллюстрациями и паблик-арт проектами, ныне работает в «Фейсбуке».

## Ранние годы
Ли родился в Сеуле в 1971. Переехал в Бразилию, когда ему было 10, позже переехал в Нью-Йорк с целью обучаться изящным искусствам в школе дизайна «Парсонс» (англ. Parsons The New School for Design). Окончил обучение со степенью по коммуникациям и графическому дизайну.
Среди его паблик-арт работ известен проект «Бабл проджект» (англ. The Bubble Project): Ли распечатал 50 наклеек, которые выглядели как текстовые блоки-пузыри в комиксах. Затем он наклеивал эти пустые блоки на рекламные конструкции по всему Нью-Йорку для того, чтобы любой желающий мог в них вписывать свои мысли и комментарии. В 2006 Ли написал книгу об этом проекте, включающую фотографии избранных надписей, красивых женщин и Линдси Лохан.